# Svijet nije dovoljan
Svijet nije dovoljan (eng. The World Is Not Enough) britanski je akcijski triler iz 1999. To je 19. film o  Jamesu Bondu i treći s  Pierceom Brosnanom u glavnoj ulozi. Originalnu priču i scenarij napisali su Neal Purvis i Robert Wade. Film su producirali Michael G. Wilson i Barbara Broccoli. U filmu, Bond pokušava spriječiti Renarda, terorista koji planira trajno razbiti dovod nafte iz  Kaspijskog jezera uzrokovavši eksploziju nuklearne podmornice u vodama oko Istanbula.
Svijet nije dovoljan postat će zadnji film u kojem se Desmond Llewelyn pojavio kao Q, jer je umro u prosincu 1999. Naslov označava povratak Flemingu, a dolazi od engleskog prijevoda Bondova obiteljskog mota, Orbis non sufficit (na  latinskom), koji se pojavio u romanu i filmu U službi njenog Veličanstva.

## Produkcija
Tijekom snimanja utrke na rijeci, postavljene su web kamere preko rijeke Temze pa su korisnici interneta širom svijeta mogli uživo pratiti snimanje. Uvodna sekvenca traje oko 14 minuta, kao najduža u povijesti serijala. Bondov Aston Martin DB5, koji se pojavio u dva prethodna filma, trebao se koristiti u sceni u kojoj u njemu 007 i M putuju u MI6-ovo sjedište nakon pokopa, ali je izrezana. Jedina scena u kojoj se pojavljuje je ona na kraju filma, kad Bond doprema auto u Istanbul kako bi zamijenio BMW koji mu je povjerio Q, a koji je uništen. Britanska vlada isprva nije htjela da se snima u pravom sjedištu MI6 u Vauxhall Crossu zbog sigurnosnih rizika. Međutim, tada je ministar vanjskih poslova Robin Cook rekao, "Nakon svega što je Bond učinio za Britaniju, to je najmanje što možemo učiniti za Bonda."

### Lokacije snimanja
- Pinewood Studios
- Bilbao, Španjolska
- London, Engleska
- Stowe School, Buckinghamshire, Ujedinjeno Kraljevstvo
- Dvorac Eilean Donan, Škotska
- Chamonix, Francuska
- Baku, Azerbajdžan
- Bardenas Reales, Navarra, Španjolska
- Motorola Plant, Swindon, Ujedinjeno Kraljevstvo
- Cwm Dyli, Snowdonia, Wales
- Hankley Common, Elstead, Surrey
- Istanbul, Turska
- Bahami

### Filmske lokacije
- Bilbao, Španjolska
- London, Engleska
- Škotska
- Baku, Azerbajdžan
- Istanbul, Turska
- Kazahstan

## Radnja
Britanski naftni tajkun i prijatelj M, sir Robert King, ubijen je u napadu na sjedište MI6-a od strane agenta koji radi za Renarda, međunarodnog terorista. M zadužuje  Jamesa Bonda da štiti Kingovu kćer, Elektru King, od Renarda, koji ju je jednom oteo. Ona preuzima kontrolu nad očevim naftnim biznisom, pa tako i nad naftovodom kroz Kavkaz, od  Kaspijskog jezera do obale  Turske na  Mediteranu.
Prije događaja u filmu, M je poslala agenta 009 da likvidira Renarda. 009 nije uspio, samo ranivši Renarda metkom koji je ostao u Renardovu mozgu. Metak se polako pomiče prema kori velikog mozga. Kako se pomiče, eliminira njegove osjećaje za bol i osjet. Ovo će mu polako davati snagu, ali će ga neminovno ubiti.
Renard ukrade veći broj projektila punjenih plutonijem iz bivše  ruske raketne baze u Kazahstanu, gdje susreće Bonda. Nakon što Bond pobjegne iz miniranog silosa s  američkom nuklearnom fizičarkom Christmas Jones, dvojac se vraća do Kingova naftovoda, gdje otkrivaju kako je Renard postavio nuklearnu bombu u dio naftovoda koja juri prema naftnom terminalu. Ulaze u naftovod kako bi deaktivirali bombu, ali otkrivaju kako je Renard upotrijebio samo dio plutonija. Bond pušta da bomba eksplodira, što razljuti Jonesovu. On i Jones iskaču iz nafotvoda nekoliko sekundi prije eksplozije i preživljavaju. Nakon što je Bond radiom javio da je preživio, otkriva kako je M oteta.
Bond naprečac zaključi kako Elektra surađuje s Renardom; Renard je oteo rusku nuklearnu podmornicu. Kad se Bond suprotstavio Elektri, otkriva kako je ona tijekom zarobljeništva sklopila profesionalni i ljubavni savez s njim. Njihov plan je opteretiti nuklearni reaktor podmornice preostalim plutonijem, što bi izazvalo otapanje jezgre, ubilo tisuće ljudi i kontaminiralo Bospor nekoliko desetljeća. To bi zaustavilo dotadašnji izvoz nafte iz Kaspijskog jezera preko postojeće rute na tankerima. Jedina alternativa bio bi Elektrin naftovod.
Bond se udružuje s Valentinom Zukovskim kako bi pronašao Elektru i Renarda. Jedan od najodanijih ljudi Zukovskog, Bull, postavlja bombu u šefovu sobu; Bond, Zukovski i dr. Jones nisu teže ozlijeđeni, ali ih zarobljavaju Elektrini zaštitari. Bond je odveden u skrovište Kingovih, gdje ga Elektra počinje mučiti. "Mogla sam ti dati svijet", zavodi ga ona. "Svijet nije dovoljan", odvraća Bond. Dr. Jones odvede k Renardu u podmornicu. Zukovski dolazi u Elektrino skrovište, zahtijevajući da čuje gdje je oteta podmornica; njegov nećak je kapetan. Vidjevši nećakovu kapu na stolu, shvaća da je mrtav. Elektra upuca Valentina i nastavi mučiti Bonda. Na samrti, Zukovski pogađa jedan od okova kojima je Bond pričvršćen na spravi za mučenje. Bond razoruža Elektru i daje se u potjeru za njom do vrha rezidencije, pritom oslobođa M te zatiče Elektru pored kreveta koja mu se prkosno smiješila. Bond joj preda toki-voki i pokušava ju navesti da opozove Renarda iz podmornice i obustavi operaciju. No Elektra je i dalje ustrajna u svom planu i daje znak Renardu da zaroni, zbog čega ju Bond ubija.
Bond ulazi u podmornicu, i nakon kratkog obračuna s Renardovim ljudima, sabotira kontrole i potapa podmornicu na dno kanala. Počinje kratki obračun s Renardom. Bond udara Renarda u različite dijelove tijela, ali Renard ne osjeća udarce. Ipak, Bond uspijeva nadjačati Renarda nabovši ga na iste šipke plutonija kojima je htio prouzročiti otapanje jezgre. Međutim, ispostavlja se da je prekasno za sprječavanje manje eksplozije u reaktoru, stoga Bond i dr. Jones uspijevaju pobjeći na površinu prije eksplozije.
Kasnije, MI6 pokušava locirati Bonda toplinskim satelitom i pronalaze Bonda i Christmas u kompromitirajućem položaju. R brzo gasi ekran i dobacuje: "Mora da je milenijski bug uranio."

## Vozila i naprave
- BMW Z8 - opremljen projektilima i daljinskim upravljačem kojim se može upravljati automobilom.
- Q-ov brod - Nedovršeni "brod za pecanje" kojeg je Q namijenio za mirovinu. Uključuje torpeda i GPS sustav. Može poslužiti kao podmornica, ali nije bio završen kad ga je Bond uzeo pa je morao zadržati dah pod vodom.

- Omega sat - Bondov sat s kukom za pričvršćivanje.
- Zaštitna jakna - Q daje Bondu jaknu koja se može pretvoriti u balon. Bond ju koristi na skijanju s Elektrom kako bi preživio lavinu.
- Rendgenske naočale - koje Bond koristi u kasinu kako bi locirao oružje kod čuvara, a ponekad da vidi žensko rublje.

## Glumci
- Pierce Brosnan - James Bond
- Sophie Marceau - Elektra King
- Robert Carlyle - Renard
- Denise Richards - Dr. Christmas Jones
- Robbie Coltrane - Valentin Zukovski
- Judi Dench - M
- Desmond Llewelyn - Q
- John Cleese - R
- Maria Grazia Cucinotta - Giuletta da Vinci
- Samantha Bond - Gđica. Moneypenny

## Vanjske poveznice
- Svijet nije dovoljan u internetskoj bazi filmova IMDb-a
- Svijet nije dovoljan na Rotten Tomatoes
- Svijet nije dovoljan na Box Office Mojo
- MGM's official The World is Not Enough website
- The World is Not Enough page on the Ultimate James Bond Community  Arhivirana inačica izvorne stranice od 14. siječnja 2007. (Wayback Machine)
- "MI6" fan site with many film details
- The Digital Bits DVD review  Arhivirana inačica izvorne stranice od 5. veljače 2012. (Wayback Machine)
- Movie Tour Guide.com - Maps and directions to The World is Not Enough Filming Locations
- The World is Not Enough info